# 캐논청진공작
"캐논청진공작"은 1977년에 개봉한 대한민국의 영화이다.

## 캐스팅
- 장동휘
- 도날드. C. 실베리아
- 윌리엄 W 바
- 윤미라
- 장혁
- 김남일
- 김운하
- 박암
- 최석
- 조춘
- 최준
- 김석훈
- 방수일
- 장훈
- 제임스 W. 토코
- 데이비드 R. 헤
- 제임스 A. 티커
- 로버트 W 블랙
- 강미찬
- 테어리 G. 지니
- 한센
- 후랭크. 밀러
- 크루프
- 김기범
- 조덕성
- 이예민
- 권오상
- 홍성중
- 심상현
- 차철순
- 최창호
- 안진수
- 최재호
- 나갑성
- 김우석
- 한명환